# Home Alone 2: Lost in New York (soundtrack)
Home Alone 2: Lost In New York (Original Soundtrack Album) is de originele soundtrack, voor de film Home Alone 2: Lost in New York uit 1992 van Chris Columbus. Het album werd uitgebracht op 20 november 1992 door Fox Records. Er werd naast het soundtrackalbum, met kerstliederen uit de film (Original Soundtrack Album) ook gelijktijdig een soundtrackalbum uitgebracht met de volledige filmmuziek van John Williams (Original Score).

## Home Alone 2: Lost In New York (Original Soundtrack Album)
John Williams keerde terug om het vervolg op Home Alone te componeren. Hoewel de film het themalied van de eerste film "Somewhere in My Memory" bevatte (gezongen door Bette Midler), bevatte het ook een eigen thema getiteld "Christmas Star" (met tekst van Leslie Bricusse en muziek van Williams).

### Tracklijst
| 1.                 | All Alone On Christmas (Steven Van Zandt)                                                         | Darlene Love                | 4:14 |
| 2.                 | A Holly Jolly Christmas (Johnny Marks)                                                            | Alan Jackson                | 2:14 |
| 3.                 | Somewhere In My Memory (Leslie Bricusse, John Williams)                                           | Bette Midler                | 3:58 |
| 4.                 | My Christmas Tree (Alan Menken, Jack Feldman)                                                     | Home Alone Children's Choir | 2:36 |
| 5.                 | Sleigh Ride (Leroy Anderson, Mitchell Parrish)                                                    | TLC                         | 3:44 |
| 6.                 | Silver Bells (Leslie Bricusse, John Williams)                                                     | Atlantic Starr              | 4:15 |
| 7.                 | Sombras De Otros Tiempos (Somewhere In My Memory) (Gloria Varona, Leslie Bricusse, John Williams) | Ana Belén                   | 4:10 |
| 8.                 | Merry Christmas, Merry Christmas (Leslie Bricusse, John Williams)                                 | John Williams               | 2:40 |
| 9.                 | Cool Jerk (Christmas Mix) (Donald Storball)                                                       | The Capitols                | 2:39 |
| 10.                | It's Beginning To Look A Lot Like Christmas (Meredith Willson)                                    | Johnny Mathis               | 2:14 |
| 11.                | Christmas Star (Leslie Bricusse, John Williams)                                                   | John Williams               | 3:16 |
| 12.                | O Come All Ye Faithful (Frederick Oakeley, John Francis Wade)                                     | Lisa Fischer                | 3:26 |
| Totale duur: 39:26 |                                                                                                   |                             |      |

## Home Alone 2: Lost In New York (Original Score)
Home Alone 2: Lost In New York (Original Score) is de originele soundtrack, gecomponeerd en gedirigeerd door John Williams voor de film Home Alone 2: Lost in New York uit 1992 van Chris Columbus. Het album werd uitgebracht op 20 november 1992 door Fox Records.

### Tracklijst
Alle nummers geschreven en gedirigeerd door John Williams, tenzij anders aangegeven.

| 1.                 | Somewhere In My Memory (Leslie Bricusse, John Williams)                                                                           | 3:49 |
| 2.                 | Home Alone | 2:01 |
| 3.                 | We Overslept Again | 2:46 |
| 4.                 | Christmas Star (Leslie Bricusse, John Williams)                                                                                   | 3:18 |
| 5.                 | Arrival In New York | 1:41 |
| 6.                 | Plaza Hotel And Duncan's Toy Store                                                                                                | 3:45 |
| 7.                 | Concierge And Race To The Room | 2:04 |
| 8.                 | Star Of Bethlehem | 3:28 |
| 9.                 | The Thieves Return | 4:35 |
| 10.                | Appearance Of Pigeon Lady | 3:19 |
| 11.                | Christmas At Carnegie Hall (O Come All Ye Faithful / O Little Town Of Bethlehem / Silent Night) (gearrangeerd door John Williams) | 5:02 |
| 12.                | Into The Park | 3:49 |
| 13.                | Haunted Brownstone | 3:01 |
| 14.                | Christmas Star And Preparing The Trap (Leslie Bricusse, John Williams)                                                            | 4:17 |
| 15.                | To The Plaza Presto | 3:22 |
| 16.                | Reunion At Rockefeller Center | 2:36 |
| 17.                | Kevin's Booby Traps | 3:41 |
| 18.                | Finale | 3:55 |
| 19.                | Merry Christmas, Merry Christmas (Leslie Bricusse, John Williams)                                                                 | 2:51 |
| Totale duur: 63:20 | |      |